# Compsophorus triangulifer
Compsophorus triangulifer là một loài tò vò trong họ Ichneumonidae.